# Sufetula minuscula
Sufetula minuscula là một loài bướm đêm trong họ Crambidae.